# Tawurgha
Tawurgha (arab. تاورغا, Tāwurghā’) – miasto w północnej Libii, w gminie Misrata. Zostało wyludnione w wyniku wojny domowej w Libii w 2011. W 2006 roku mieszkało tu ok. 24,2 tys. mieszkańców.
W sierpniu 2011 roku miasto zdobyli libijscy rebelianci. Mieszkańcy Tawurgha zostali oskarżeni przez milicję rewolucyjną z Misraty o współdziałanie z wojskami Muammara Kaddafiego. Duża grupa ludzi uciekła. We wrześniu ok. 10 000 mieszkańców zostało wypędzonych z miasta, a pod koniec października całkowicie je wyludniono. Po zakończeniu wojny przywódcy Powszechnego Kongresu Narodowego planowali zorganizować wypędzonym mieszkańcom powrót do domów, jednak ze względów bezpieczeństwa zaniechano pomysłu. W mieście stacjonowały bowiem bojówki rebelianckie.
Tawurgha w języku Berberów oznacza "zieloną wyspę".